# Cornelia Salonina
Julia Cornelia Salonina (? - 268) là một Augusta, vợ của Hoàng đế La Mã Gallienus và mẹ của Valerianus II, Saloninus và Marinianus.

## Tiểu sử

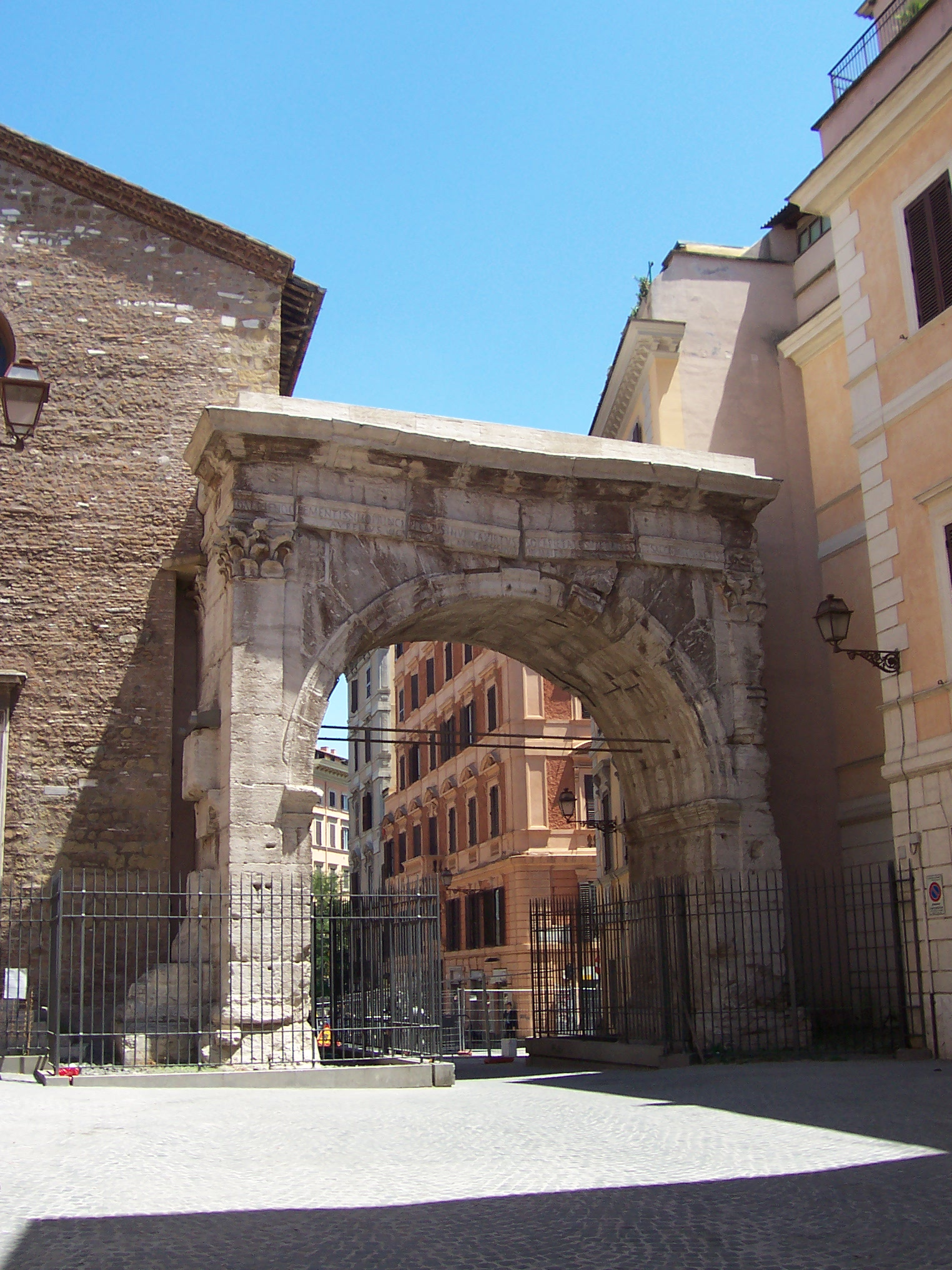
Mái vòm này là một cửa trong Dãy tường Servianus của Roma, được dành riêng cho Gallienus và SALONINAE SANCTISSIMAE AUG, "cho Salonina, Augusta thánh thiện nhất".

Julia Cornelia Salonina không rõ nguồn gốc xuất thân. Theo một lý thuyết hiện đại thì bà vốn gốc Hy Lạp sinh ra ở Bithynia, sau là một phần của tỉnh Bithynia et Pontus, Tiểu Á. Tuy nhiên, tồn tại một số hoài nghi về điều đó. Bà kết hôn với Gallienus khoảng mười năm trước khi ông lên ngôi. Khi chồng bà trở thành đồng hoàng đế với cha mình Valerianus vào năm 253, Cornelia Salonina được phong là Augusta.
Cornelia là mẹ của ba hoàng tử gồm Valerianus II, Saloninus và Marinianus. Số phận của bà từ sau vụ mưu sát Gallienus trong trận vây hãm Mediolanum vào năm 268 cho đến giờ vẫn không rõ. Có khả năng là bà được phe chủ mưu tha mạng sống hoặc bị xử tử cùng với các thành viên khác trong gia đình mình theo lệnh của Viện Nguyên lão La Mã.
Tên của bà được kể lại trên các đồng tiền xu với truyền thuyết La Tinh là Cornelia Salonina, thế nhưng từ loại tiền đúc Hy Lạp lại có các tên Iulia Cornelia Salonina, Publia Licinia Cornelia Salonina và Salonina Chrysogona (thuộc ngữ này có nghĩa là "sinh ra vàng").